# Likvefaktion
Likvifaktion (fordanskning af det engelske liquefaction, som er afledt af latin; liquefacere) beskriver fænomenet, at en vandmættet jord begynder at opføre sig som en væske, når den bliver udsat for en pludselig chokpåvirkning eller forskydningsspænding.
Kviksand og plastisk ler er eksempler på jordtyper, der reagerer med likvifaktion, når de udsættes for en kraftpåføring.
Der optræder ofte likvifaktion i forbindelse med jordskælv, og det er en af de største årsager til bygnings- og infrastrukturkollaps. Dog har likvifaktion også en dæmpende effekt på overfladesvingningerne fra jordskælvet, idet energien absorberes i det 'forvæskede' område.